# Хатумар
Хатумар (на латински: Hatumarus; на немски: Hathumar; † 9 август 815, Падерборн) е първият епископ на Падерборн от 806 до 815 г.

## Произход и управление
Той произлиза от саксонските благородници. Вероятно е възпитаван в епископство Вюрцбург.
През 806/807 г. Карл Велики го поставя като първия епископ от саксонски прозход в епископството Падерборн, което от 799 г. още е под управлението на диозеза Вюрцбург. При Хатумар е завършена катедралата на Падерборн. През 815 г. той основава първия саксонски манастир в Хетис, който от 822 г. е изместен в Корвей.
Погребан е в криптата на катедралата към Падерборн. Последван е от Бадурад.